# Seven (James)
Seven è il quarto album in studio del gruppo musicale inglese James, pubblicato nel 1992.

## Tracce
1. Born of Frustration – 4:21
2. Ring the Bells – 4:45
3. Sound – 6:40
4. Bring a Gun – 3:42
5. Mother – 2:40
6. Don't Wait That Long – 6:39
7. Live a Love of Life – 4:18
8. Next Lover – 5:27
9. Heavens – 3:56
10. Protect Me – 3:05
11. Seven – 3:22

## Formazione
- Tim Booth - voce
- Larry Gott - chitarra
- Jim Glennie - basso
- Saul Davies - chitarra
- Mark Hunter - piano, tastiera
- Andy Diagram - tromba
- Dave Baynton-Power - batteria